# Andrée Paradis
Andrée Paradis née à Montréal le 26 mai 1919 et morte le 27 août 1986, est une critique d’art, autrice et travailleuse culturelle dans le domaine des arts visuels. Elle a joué un rôle actif dans la définition des politiques culturelles au Québec et au Canada. Elle se démarque comme directrice et rédactrice en chef de la revue Vie des arts, première revue francophone consacrée à l’art visuel québécois et canadien.

## Carrière
Andrée Paradis a animé plusieurs émissions culturelles à la radio et à la télévision de Radio-Canada entre 1955 et 1963.
Paradis est une des membres fondatrices de la revue Vie des arts, revue d'art contemporain lancée en 1956. Elle y travaille en tant que directrice et rédactrice en chef de 1964 jusqu'en 1986, année de son décès. Au temps où elle y travaille, on la surnomme, Madame Vie des Arts.
Andrée Paradis a été membre de plusieurs organismes gouvernementaux et para-gouvernementaux où elle participe à la définition de politiques en matière de culture. Paradis est connue pour avoir défendu l’indépendance de la culture, sa diversité et la condition de l’artiste. Elle a été nommée au premier conseil d’administration du Conseil des arts du Canada,. Elle est membre fondatrice de la Commission canadienne de l’UNESCO où elle a siégé comme présidente de 1960 à 1962. Elle a siégé sur de nombreux autres comités, dont le Rapport de la Commission d’Enquête sur l’Enseignement des Arts (Commission Rioux) de 1959 à 1963 et le Conseil des arts de Montréal de 1965 à 1975.
Elle a été vice-présidente de l’Association internationale des critiques d’art de 1977 à 1980 et de 1983 à 1986. Elle a également tenu le rôle de présidente de la section canadienne de l’Association des critiques d’art, en plus de celui de présidente du Centre National des Arts de 1965 à 1970.

## Prix et reconnaissance
En 1967, Andrée Paradis reçoit la médaille du Centenaire du Canada. Elle est nommée officier de l’Ordre du Canada en 1969.
En 1988, le Conseil d’administration de la revue Vie des arts crée le Prix Andrée-Paradis, destiné à soutenir une ou un jeune critique d’art. Le Prix Andrée-Paradis a été décerné pour la première fois en 1994 à Jean-Émile Verdier, puis à Andrée Martin (1995), Suzanne LeBlanc (1996) et Véronique Lefebvre (1997).

## Collections
- Fonds d'archives Andrée Paradis
- Dossier à la bibliothèque du Musée national des beaux-arts du Québec